# 商用火箭
商用火箭一般指由营利性的商业公司所开发的，为客户提供将人造卫星送入预定环绕地球的轨道的火箭系统。
美國有不少商用火箭公司，新西蘭则有制造出3D打印火箭的报道。